# 安德烈亚斯·林格
安德烈亚斯·林格（德語：Andreas Linger，1981年5月31日—），奥地利男子雪橇运动员。他曾代表奥地利参加2002年、2006年、2010年和2014年冬季奥林匹克运动会雪橇比赛，共获得二枚金牌和一枚银牌。